# Martibianta virginsulana
Martibianta virginsulana – gatunek kosarza z podrzędu Laniatores i rodziny Biantidae. Jedyny znany przedstawiciel monotypowego rodzaju Martibianta.

## Występowanie
Gatunek wykazany został z Wysp Dziewiczych.